# Khulanská oblast
Khulanská oblast je jedna z osmi oblastí Bangladéše. Jejím hlavním městem je Khulaná. Vznikla v roce 1960 sloučením několika okrsků z tehdejší Rádžašáhské a Dhácké oblasti. V roce 2022 zde žilo asi 18 milionů obyvatel. Z hlediska rozlohy je po Čattagrámské oblasti druhou největší oblastí v zemi. Oficiálním jazykem oblasti je bengálština. V roce 1993 se z oblasti odtrhla Barišálská oblast. 
Khulanská oblast na západě sousedí s Indií (konkrétně se státem Západní Bengálsko), na severu s Rádžašáhskou oblastí a na východě s Dháckou a Barišálskou oblastí. Jižní hranici oblasti tvoří pobřeží Bengálského zálivu. Oblast leží v deltě Gangy a nachází se v ní tedy několik řek, jež se do Gangy vlévají. Oficiálním jazykem oblasti je bengálština, 88 % obyvatel oblasti tvoří muslimové, zbylých 12 % křesťané. 